# زیست‌نشانه‌شناسی
زیست‌نشانه‌شناسی (به انگلیسی: Biosemiotics) رشته‌ای از نشانه‌شناسی و زیست‌شناسی است که به مطالعه معناسازی پیش‌زبانی، فرآیندهای تفسیر زیست‌شناختی، تولید نشانه‌ها و رمزها و فرآیندهای ارتباطی در قلمرو زیست‌شناسی می‌پردازد.
زیست‌نشانه‌شناسی، یافته‌های زیست‌شناسی و نشانه‌شناسی را ادغام می‌کند و یک جابجایی پارادایم را در دیدگاه علمی به زندگی پیشنهاد می‌کند که در آن نشانه‌وری (فرایند نشانه، شامل معنا و تفسیر) یکی از ویژگی‌های درونی و ذاتی آن است. اصطلاح زیست‌نشانه‌شناسی نخستین بار توسط فردریش اس. روچیلد در سال ۱۹۶۲ استفاده شد، اما توماس سبوک و توره فون اوکسکول این اصطلاح و میدان را به کار بردند. حوزه‌ای که دیدگاه‌های هنجاری زیست‌شناسی را به چالش می‌کشد، به‌طور کلی بین زیست‌نشانه‌شناسی نظری و کاربردی تقسیم می‌شود.
بینش‌های زیست‌نشانه‌شناسی نیز در علوم انسانی و اجتماعی، از جمله مطالعات انسان‌جانورشناسی، مطالعات انسان-گیاه و نشانه‌شناسی سایبری پذیرفته شده‌است.